# Friday Harbor (Washington)
Friday Harbor es un pueblo ubicado en el condado de San Juan en el estado estadounidense de Washington. En el año 2000 tenía una población de 2.130 habitantes y una densidad poblacional de 566,7 personas por km².

## Geografía
Friday Harbor se encuentra ubicada en las coordenadas 48°32′7″N 123°1′52″O / 48.53528, -123.03111.

## Demografía
Según la Oficina del Censo en 2000 los ingresos medios por hogar en la localidad eran de $35.139, y los ingresos medios por familia eran $45.208. Los hombres tenían unos ingresos medios de $36.625 frente a los $24.741 para las mujeres. La renta per cápita para la localidad era de $19.792. Alrededor del 12,0% de la población estaban por debajo del umbral de pobreza.